# Aerosteon
Aerosteon — рід мегарапторів пізнього крейдяного періоду, залишки якого були знайдені в аргентинській провінції Мендоса в 1996 році. Це найстаріші відомі залишки тварини, що мала дихальну систему, подібну до дихальної системи птахів. Саме через це він отримав свою родову назву: від грец. ἀήρ — «повітря» і οστέον — «кістка», буквально «повітряна кістка».
Типовий і єдиний відомий вид — A. riocoloradensis. Його видова назва вказує на те, що його рештки були знайдені за 1 км на північ від Ріо-Колорадо, в провінції Мендоса, Аргентина.

## Опис
Спершу аеростеон оцінювався в 9—10 метрів завдовжки. Однак у 2010 році Грегорі С. Пол оцінив його у 6 метрів і 500 кілограмів. Пізніше, у 2016 році, Моліна-Перес і Ларраменді описали його довжину у 7,5 метрів і вагу у 1 тонну.